# Jack Sparrow
Su primera aparición se produjo en la primera película Pirates of the Caribbean: The Curse of the Black Pearl (2003), y apareció en las secuelas, Pirates of the Caribbean: Dead Man's Chest (2006), Piratas del Caribe: en el fin del mundo (2007), Pirates of the Caribbean: On Stranger Tides (2011) y Piratas del Caribe: La venganza de Salazar (2017). También es el protagonista de una serie de libros infantiles, Piratas del Caribe: Jack Sparrow, que narra los años de adolescencia de Jack. La imagen del personaje fue añadida a la atracción Pirates of the Caribbean de los Walt Disney Parks and Resorts, que se inspiró en la serie cinematográfica cuando esta fue modernizada en 2007. El personaje también ha aparecido en numerosos videojuegos.
El capitán Sparrow es uno de los piratas más temidos del Caribe. Se trata de un personaje traicionero, que sobrevive en la mayoría de ocasiones usando su ingenio y negociando en lugar de usar las armas y la fuerza; aunque bien es cierto que lucha si es necesario, ya que es un hábil espadachin y pistolero, siempre prefiere huir de las situaciones más peligrosas. En la primera película, Sparrow aparece buscando recuperar su barco La Perla Negra, que había perdido tras un motín encabezado por Hector Barbossa, y en las secuelas intenta escapar de su deuda de sangre contraída con el legendario Davy Jones mientras lucha con la Compañía Británica de las Indias Orientales.
Inicialmente, Jack Sparrow fue concebido para la primera película como un embaucador que guiara a Will Turner (Orlando Bloom), pero finalmente Johnny Depp logró alterar el papel de Sparrow. La llamativa y excéntrica interpretación, inspirada parcialmente en Pepé Le Pew y el guitarrista de los Rolling Stones, Keith Richards, convirtieron a Sparrow en un ícono de antihéroe. Depp obtuvo su primera nominación a los Premios Óscar como mejor actor por su papel en la primera entrega de la serie, y Richards realizó un cameo en la tercera y cuarta película de la saga interpretando al padre de Jack Sparrow.

## Historia del personaje
La única condición que puso Johnny Depp para participar en la película fue que le dejaran construir al personaje como él quisiera. Sin seguir la línea del tipo de personaje que estaba escrito en el guion al estilo Disney, el actor plasmó en el personaje una mezcla del guitarrista de los Rolling Stones Keith Richards (quien luego interpretaría al padre de Jack Sparrow) y Pepé Le Pew, de los Looney Tunes, con influencias de Errol Flynn en Captain Blood (1935).
Depp imaginaba a los piratas como una especie de rockstars de la época y quiso presentar a un Jack Sparrow lleno de recuerdos de viajes, por lo que usa rastas, abalorios, dientes de oro y pintura negra bajo los ojos, quizá para protegerse del sol. Su andar es el de una borrachera crónica, en parte debido al calor expuesto en alta mar y también a todo el ron que bebió a lo largo de su vida, como en la isla donde fue abandonado después del motín de la Perla Negra. Él dijo que escapó con tortugas marinas atadas a sus pies, pero realmente se sentó a beber y esperó a los contrabandistas del ron que encontró en la isla e hizo un trueque con ellos. No obstante, el personaje está dotado de un aire de hombre irresistible, libidinoso y desvergonzado que se aprovecha íntegramente de las muchas mujeres hermosas, sean doncellas o bucaneras, que caen rendidas a sus pies.
Al inicio del rodaje hubo algo sobre la construcción del personaje que no gustó a los ejecutivos de Disney e hizo que se intercambiaran algunas nerviosas llamadas telefónicas con el director: «¿Qué está haciendo? ¿Por qué habla así? ¿Está bebido? ¿Es gay?». Depp logró convencerlos de que confiaran en él (si no, tendrían que despedirlo, les dijo). El resultado fue un carismático personaje que se ha convertido en icono cinematográfico.
La actuación en la primera película de la saga le valió una nominación a los Óscar como Mejor Actor, algo inusual para un papel cómico y algo insólito tratándose del personaje de una película de Disney. Los guionistas, Ted Elliott y Terry Rossio, comparan este personaje con Bugs Bunny y Groucho Marx, en el contenido adicional del DVD de la primera película.
Depp ha dicho que siempre que el guion sea bueno continuará interpretando a Jack Sparrow, por más partes que se quieran hacer, porque le encanta el personaje, y siempre destaca lo que se divierte dándole vida.

## Personalidad

### Aspecto
La imagen de Sparrow cambia ligeramente entre las películas; la mayoría de los cambios son respecto a su vestimenta, pero hay otros más notables.
Sparrow tiene los ojos de color marrón oscuro y el pelo largo y castaño oscuro (rubio oscuro en la cuarta y la quinta), que lleva con trenzas y rastas (dreadlocks). Tiene una pequeña barba «de chivo» que recoge en dos trenzas. Lleva varios abalorios colgados del pelo, una misteriosa moneda que reposa en la frente, señal de un título que lo hace parte de la corte de la hermandad (aunque en la cuarta película lleva un colmillo), encima del pañuelo que lleva en la cabeza, una cadena de plata y una aguja de hueso en el cabello. En el lado derecho de la mandíbula tiene una herida abierta, recuerdo de algún roce. Por alguna enigmática razón, esa herida nunca se cura (mencionado ya por Johnny Depp en la primera película). Así mismo, a partir de En mareas misteriosas tiene un corte en forma de X en el pómulo derecho.
Sobre su camisa blanca, Jack lleva un chaleco azul por delante y gris por detrás (la parte más corta), aunque en las secuelas es a rayas por la parte trasera. También lleva pantalones bombachos de color castaño oscuro (gris oscuro en la primera película), que lleva por dentro de sus botas de cuero.
Jack lleva un fajín y dos cinturones alrededor de la cintura. En la primera película sólo su brújula está atada al cinturón; en la segunda se coloca un segundo cinturón con los siguientes objetos: una pequeña piel de animal, una pata de gallina, una diminuta columna vertebral y una pequeña escultura roja de una sirena que sirve como símbolo de fertilidad. En la tercera película se añade un largo mechón de pelo gris, que en realidad es la cabeza reducida de su madre (se la da el guardián del Códice, su padre, que interpreta el miembro de la legendaria banda musical The Rolling Stones Keith Richards).
También lleva un sombrero de tricornio de cuero marrón del que no le gusta desprenderse, hecho que, a su pesar, suele ocurrir con frecuencia, y una levita de color azul grisáceo oscuro.
Cuatro anillos adornan sus manos. El primero es una calavera con una esmeralda en el dedo índice derecho. El segundo es una flor de ónice negro en el anular izquierdo. En El cofre del hombre muerto roba un anillo con un ópalo incrustado de la guarida de Tía Dalma y se lo coloca en el índice izquierdo, mudando el anillo, con un dragón oriental de plata, al pulgar izquierdo. Este anillo parece ser el mismo que llevaba el capitán Barbossa en La maldición de la Perla Negra.
Jack lleva un inconfundible tatuaje de un gorrión (el significado en español de la palabra inglesa sparrow) volando enfrente de una puesta de Sol sobre el océano, en el antebrazo derecho. Se trata de una marca muy característica del pirata, ya que Norrington lo reconoció a través de él. La Compañía de las Indias Orientales (East Indian Trading Company) le marcó la letra P (de pirata) mayúscula en la muñeca derecha. En la segunda película, mientras agarraba un metal al rojo con forma de P mayúscula en el extremo, Cutler Beckett le dice a Will Turner que ambos dejaron una marca imborrable en el otro, aunque no revela de qué modo El Capitán Jack le marcó.
En una de las escenas eliminadas de la primera película se puede ver cómo Jack le enseña a Elizabeth, interesada por las leyendas que se cuentan de él, una quemadura profunda en el antebrazo izquierdo y diversas cicatrices, entre ellas algunas de balas. En las siguientes películas la quemadura se ha suprimido, como se puede apreciar en El cofre del hombre muerto cuando Jack se agarra a las jarcias de la Perla Negra, huyendo de los pelegostos (los nativos antropófagos de la isla ficticia Pelegosto).

### Habilidades
Con un tamaño medio, Sparrow depende de su inteligencia, habilidad y rapidez para protegerse. De acuerdo con los guionistas, Jack es tan habilidoso con la espada como Barbossa, Norrington y Will. Jack se aprovecha en los duelos de circunstancias ventajosas como el suelo inestable, hablar para distraer al oponente, lanzarle cosas a los ojos, etc. Las artimañas de Jack también incluyen apuntar con su pistola a Turner en un duelo con espadas o escabullirse de una pelea a tres bandas (con Turner y Norrington).
Algo impresionante del capitán Sparrow es la dicha de no ser capturado en situaciones difíciles. Cuando logra escaparse de una posible captura, siempre dice: «Todos recordarán este día como el día en que casi capturan al capitán Jack Sparrow», aunque en muchas ocasiones no lo dejan concluir la frase.
Siempre que sea posible, prefiere escaparse. Sparrow y Barbossa son los únicos personajes principales que han demostrado una gran habilidad con armas de fuego. En la primera película, Barbossa dispara al pecho de Pintel, para comprobar que la sangre de Elizabeth Swann había roto la maldición, a una distancia de más de 7 metros sin tomarse tiempo para apuntar. En la segunda película, Jack dispara a un barril lleno de pólvora en movimiento, en una situación mucho más alarmante que la de Barbossa por encontrarse en el barco a punto de ser destrozado por el Kraken, para conseguir explotarlo desde más de 8 metros. Y en muchas ocasiones dispara al mono «Jack» en la segunda película, un blanco pequeño y en movimiento, contra el que siempre acierta. En la tercera película, en la confrontación final, Davy Jones le quita el cofre con su corazón dentro, pero luego lo pierde gracias a que Jack le acierta de un disparo a su mano desde más de 6 metros mientras se sujetaba a una soga con el Holandés Errante a punto de colapsar.
De acuerdo con el libro Piratas del Caribe: guía visual, Jack aprendió a manejar espadas por un maestro italiano, a cambio de seda china robada. Después aprendió por sí mismo a manejar las armas disparando a botellas de vino vacías que se balanceaban en la borda de la cubierta del Perla Negra.

### Comportamiento
La característica física de Sparrow es un ligero balanceo de borracho, acompañado de un habla farfullada, muecas extravagantes y unas sacudidas de mano que lo hacen parecer desequilibrado y amanerado. Cuando Gibbs le cuenta a Will Turner la historia del motín y el abandono en la isla desierta en La maldición de la Perla Negra, Will cree que el abandono de Jack en la isla fue lo que ocasionó su excéntrico comportamiento y ademanes, a lo que Gibbs le replica que esa razón no tiene nada que ver.
También es notable su noble comportamiento en algunas ocasiones, como cuando expone su vida para salvar la de otros. Barbossa le menciona más de una vez que esa actitud fue la que le hizo perder la Perla.
En muchas ocasiones Jack tiene la costumbre de hablar de forma inentendible para confundir a todo el mundo incluyendo al público. En Piratas del Caribe 3: En el fin del Mundo sufre un ataque de psicosis y de peleas de conciencia.
Podríamos decir que el comportamiento de antihéroe de Jack sigue de manera indiscutible el prototipo de héroe Byroniano o héroe romántico.

### Ron
A Jack Sparrow le encanta el ron. Después de que Barbossa abandona a Jack y Elizabeth en la isla en la cual Barbossa le había nombrado gobernador (motín), ella quema los barriles de ron de los traficantes para producir una gigantesca señal de humo. Jack está tan indignado que saca su pistola y momentáneamente piensa en utilizar su única bala en dispararle, pero vuelve a guardarla y se aleja. Cuando el Comodoro Norrington y su tripulación ven la señal y se dirigen a rescatarlos, Jack murmura al ver el navío: «No habrá quien la aguante después de esto...» Cuando más tarde Jack oye que Elizabeth acepta la propuesta de matrimonio de Norrington, exclama: «¡¿Una boda?! ¡Adoro las bodas! ¡Que corra el ron!»(Por otra parte, en la versión de Hispanoamérica dice:«¿Una boda? ¡Amo las bodas!¡Ron por todas partes!). El comodoro le echa una mirada penetrante, y Jack dice: «Ehm, Lo siento... “Ponendle los grilletes”, ¿Cierto?»
Cuando Elizabeth llega al puerto de la isla Tortuga, en El Cofre del Hombre Muerto, Jack susurra a Gibbs: «Esconde el ron», recordando aún lo que ella había hecho en la isla desierta. Otro guiño a su afición por el ron es cuando al principio de El cofre del hombre muerto dice mirando a una botella vacía: "¿Por qué siempre me quedo sin ron?" (Como curiosidad, cuando se levanta de la silla donde estaba sentado y se da cuenta de su embriaguez, dice: «Ya se por qué...»)
Cuando Bootstrap Bill visita a Jack, éste se pregunta si es un sueño, a lo que Bill le contesta que no. Jack suspira resignadamente y dice: «Si lo fuese, habría ron...» (Curiosamente, acto seguido Bill ofrece a Jack una botella...)
Al final de la tercera película, mientras Jack está revisando el mapa que había «tomado prestado» de Barbossa, decide emprender la búsqueda de la fuente de la juventud eterna, mira su especial brújula para ver el rumbo a seguir y ésta señala detrás de él, donde hay una botella de ron. Tras cogerla y destaparla, la brújula le indica una nueva dirección.

### Efectos personales
Jack lleva encima una serie de artículos todo el tiempo, como su pistola, espada, abrigo, sombrero y una inusual brújula.
La espada de Jack es una hanger de color negro (una especie de sable de los siglos XVII y XVIII, delgado y estrecho), a diferencia del alfanje de la mayoría de piratas cinematográficos. La mayor longitud de la hanger le permite mantener a sus enemigos unos centímetros más lejos de lo que lo haría un alfanje. Lamentablemente, la espada fue rota por Davy Jones en un enfrentamiento que tuvieron.
En La maldición de la Perla Negra, Jack lleva una pistola de un único disparo que le dio Barbossa cuando lo abandonó en la isla desierta. El arma lleva el nombre de su fabricante, Perry. Durante el escape en El cofre del hombre muerto lleva una pistola de dos tiros, pero cuando le muestra a Tía Dalma que el mono es inmortal lo hace con su pistola original.
Después de la brújula la posesión más preciada de Jack es su sombrero. Raras veces se le ve sin él, y siempre lo menciona cuando habla de sus pertenencias. Cuando Jack ordena que el barco llegue a tierra para escapar del Kraken, el mono lanza al mar el sombrero de Jack. Sparrow, en estado de pánico por la bestia que los persigue, ordena que lo dejen atrás, hecho que sorprende enormemente a su tripulación, que se queda quieta sin saber qué hacer. El sombrero acaba en el estómago del Kraken al mismo tiempo que el barco cuyos dos tripulantes han cometido el error de recogerlo. Jack se pasa los siguientes minutos de la película buscando un nuevo sombrero que le quede bien, e incluso se mete en medio de una pelea para quitarle los tricornios a los contendientes. Cuando el Kraken le da caza, al fin, al rugir expulsa el sombrero, que cae al suelo; Jack lo recoge (aunque está cubierto de profusa mucosidad), lo sacude y se lo coloca antes de introducirse en la boca del monstruo con el sable en alto.
En la tercera película, Piratas del Caribe: en el fin del mundo, cuando la tripulación gana la batalla, todos lanzan sus sombreros al aire en señal de alegría. Jack dice a Gibbs que puede lanzar también el suyo ya que ha visto a su padre hacerlo; Gibbs lanza con alegría el sombrero, y luego Jack le dice: «Ahora tráelo».
Jack obtuvo la brújula a través de un trueque con Tía Dalma. No apunta al Norte, sino a la dirección en la que se encuentra lo que más desee la persona que la sostiene. Puede ser un tesoro u otros artículos de valor, pero también una persona o una localización geográfica. Funciona con cualquier persona, pero solo si sabe lo que desea de verdad. Funciona incluso sin necesidad de tacto, pero siempre que el dueño esté cerca. Cuando le deja de funcionar a Jack, Tía Dalma le explica que es porque no sabe lo que quiere realmente o que lo sabe pero le asusta reclamarlo como suyo.
Cuando arrestan a Jack, después de sacar a Elizabeth del agua (en la primera película), Norrington le echa un vistazo a sus efectos personales, que le parecen trastos inservibles, incluida una brújula que «no señala al Norte». De hecho, los cuatro puntos cardinales ni siquiera están dibujados en ella. Como curiosidad, en ese momento la brújula señala a Jack.
Más tarde, se da una pista de la verdadera naturaleza del objeto. Cuando Will ve a Jack valerse de él para navegar a través de una tormenta, le pregunta cómo se supone que van a llegar hasta Isla de Muerta con una brújula que no funciona. Gibbs le replica: «Sí, la brújula no apunta al Norte. Pero no queremos ir al Norte». La brújula los guía hasta la isla, hasta la Perla Negra, que es lo que Jack más desea en esos momentos.
Cuando Elizabeth descubre que Lord Cutler Beckett quiere la brújula de Jack, erróneamente piensa que quiere encontrar el tesoro ubicado en la Isla de la Muerte y le advierte de la maldición del oro azteca. Beckett le replica que la brújula no apunta solamente a la Isla de Muerta y que de hecho, no es el oro azteca lo que busca y que hay otros cofres valiosos en el mar.
Durante el ataque del Kraken, Jack abandona La Perla Negra y a sus compañeros en él y escapa en un bote. Poco después, a unos pocos metros del navío, se detiene un momento para mirar la brújula y, aunque no se muestra hacia dónde apunta la aguja, vuelve al barco y «salva» a su tripulación.
Como nota curiosa, en los comentarios del DVD de El cofre del hombre muerto, los creadores comentan que aprovecharon no haber especificado el uso real de la brújula en la primera película, ya que en ningún momento de La maldición del Perla Negra se afirma que sólo servía para llegar a la Isla de  Muerta.
Por último, su objeto más preciado es su barco, el Perla Negra. En la primera película, cuando Jack recupera su barco y vuelve a ser capitán del mismo, acaricia el timón, mostrando su afecto por el barco. En la segunda película, cuando Jack ordena abandonar la nave durante el ataque del Kraken, Jack argumenta que la Perla «es sólo un barco», fue la única vez que demostró indiferencia hacia su barco. En la tercera película, mientras permanece en el Fin del Mundo, Jack tiene alucinaciones de él mismo con toda la tripulación de su barco. En la cuarta película se demuestra que Joshamee Gibbs siente el mismo afecto que Jack hacia La Perla Negra, ya que antes de la muerte de Barbanegra, Gibbs había robado la embotellada Perla Negra, aunque más tarde muestra un saco lleno, de los demás barcos embotellados.

### Barcos usados
En los libros se narran sus aventuras sobre El Barnacle. Más tarde viaja sobre "The Wicked Wench" (La Traviesa Lozana) bajo la tutela de la Compañía de las Indias orientales como corsario al servicio de la Corona. En uno de sus viajes, tras negarse ante una orden directa de Lord Cutler Beckett, Jack liberó a unos esclavos que iban a ser vendidos en África, y la compañía hundió su barco y lo marcaron con la P de pirata condenándolo por haber liberado a los presos. Jack escapó y acudió a Davy Jones quien sacó la nave de las profundidades del mar a cambio de 13 años de servicio como capitán de la Perla Negra, nombre que Jack usó para rebautizar su navío recuperado (con respecto a las velas negras, no es que se quemaran, sino que simplemente eran las velas negras de la compañía de las islas orientales, cuya insignia y bandera también es negra). Durante su camino en busca del oro Azteca, Jack sufrió la rebelión de su tripulación liderada por Héctor Barbossa, quien lo abandonó en una isla desierta robándole la Perla Negra. Jack consiguió negociar con unos contrabandistas de ron para que lo llevaran a Isla Tortuga. Allí consiguió La Caracola, una pequeña embarcación que robó a una vieja amiga, Ana María, y partió a Port Royal, donde atracó en el puerto quedando la embarcación totalmente sumergida en el agua a causa de una pequeña fuga. Allí pretendía conseguir un gran barco con el que perseguir a la Perla Negra. Pero sufrió un pequeño contratiempo y se vio enrolado en la busca de Elizabeth Swan junto con Will Turner durante un breve lapso a bordo del Interceptor, para recuperar su preciada Perla. 22 años después uso la Gaviota Moribunda como barco temporal para ir a por el Tridente, aunque después volvió a capitanear la Perla Negra.

## Rasgos
Sparrow es un pirata decente que sigue el Código. Cree que los piratas también pueden ser buenas personas, que era lo mismo que pensaba William "Bootstrap Bill" Turner. Demasiado altruista para ser un pirata, Jack arriesga su propia vida para salvar a otros, especialmente a Will y a Elizabeth. En la primera película se intuye que la benevolencia de Jack fue una de las razones para que la tripulación se amotinara. Cuando están en la isla desierta, Elizabeth descubre que Jack fue capaz de saquear el puerto de Nassau «sin disparar ni una bala», y cuando lo condenan a la horca sus cargos eran: piratería, contrabando, apropiación de patentes de corso, suplantar a un clérigo de la Iglesia Anglicana, navegación bajo pabellones falsos, incendio, secuestro, saqueo, pesca furtiva, bandolerismo, suplantación y depravación, todos ellos delitos poco sangrientos para tratarse de un pirata. Cuando Will le ayuda a escapar de la horca el gobernador Swann se muestra sorprendido por la decisión de Will y dice: «¡Es un pirata!»; a lo que él replica «Y un buen hombre...».
A menudo, mientras salva a Will y a Elizabeth, se las ingenia para servir a sus propios intereses e incluso ofrece a Will a cambio de sí mismo a Davy Jones. En un momento de cobardía abandona el barco y su tripulación para salvarse del Kraken, pero vuelve para salvarlos. Cuando el Kraken lo devora Gibbs dice de él: «Nos engañó a todos hasta el final, pero supongo que en el último momento venció su honradez».
Jack se considera a sí mismo como un hombre que comprende a las mujeres y su naturaleza. Parece incapaz de mantener una relación larga, aunque Elizabeth parece ser la primera mujer que es capaz de dejar huella en el supuestamente duro corazón de Jack; en El cofre del hombre muerto Elizabeth aprovecha la confusión e inquietud que provoca en Jack para traicionarlo y dejarlo a merced del Kraken, besándolo y al mismo tiempo atándolo al palo mayor, aunque luego se arrepiente y decide ir a buscarlo con Will y la tripulación al reino de Davy Jones. En la segunda película él le revela lo que es el matrimonio diciendo que es «como una apuesta para ver quién se desenamora primero». De joven Jack trató de seducir sin mucho éxito a sirenas y a Arabella, compañera del Barnacle. El Jack adulto es más aficionado a aprovecharse de las mujeres, que se lanzan a sus brazos, pero sus conquistas le dejan un recuerdo «doloroso»; sus antiguos amores Giselle y Scarlett le abofetean cuando lo ven de nuevo. Como podemos comprobar en la cuarta película (piratas del Caribe en mareas misteriosas) la capitana Angelica Teach, es la única mujer que ha cometido el delito de robarle el corazón a Jack. Se conocieron en Sevilla (España), Angelica pertenecía a un convento español el cual Jack confundió con un burdel, al conocerla la animó y la convirtió en una pirata. Ella se hizo un tatuaje en el pecho izquierdo, en su honor y él en la espalda. En la segunda película en la cabaña de Tía Dalma, Jack roba un anillo el cual, perteneció a Angelica. "Me robaste años de mi vida" dice Angelica dando a entender que ella lo amaba y el dolor que le produjo ver a Jack marcharse. Según confiesa Angelica en la película, Jack fue su primer amor. Jack solía seducirla con una cena en cubierta, velas y un tango, pero siempre esperaba algo a cambio. Jack confesó que la amaba y renunció a beber de la fuente de la juventud para salvarla de un envenenamiento. En varias escenas de la película se muestran aprecio y cariño el uno al otro. En una de las escenas Jack se tumba en su cama al lado suyo mientras ella duerme. Al final de la película, él opta por abandonarla en una isla alejada de la mano de dios con un solo tiro y ella para intentar salvarse miente diciendo que está embarazada (Jack se percata). Pero al final Jack le confiesa su amor. Tía Dalma, con quien aparentemente tuvo una aventura, se alegra de verlo cuando va a visitarla, aunque la ansiedad de Jack antes del encuentro indica que no tuvieron un buen final: «Tía Dalma y yo somos amigos, desde hace años es mas, casi inseparables... antes... hace mucho... fuimos... ».
Jack aparentemente sufre de mal aliento, lo que puede ser consecuencia de su afición al ron y también por la falta de higiene, algo frecuente en aquella época, y más aún para un pirata. Norrington siempre retrocede un paso cuando Jack se le acerca demasiado, y el gobernador Swann casi tiene arcadas cuando está cara a cara con él. Cuando Jack intenta un acercamiento romántico con Elizabeth en El cofre del hombre muerto ella le hace ver todas sus diferencias, incluyendo la higiene personal, y en la tercera parte su aliento hace que Will caiga al mar para después ser encontrado por el barco de Beckett, el HMS Endeavour.

## Curiosidades
Antes que Johnny Depp hubo unos candidatos que no llegaron , y de esos fueron Michael Keaton, Jim Carrey, Hugh Jackman, Christopher Walken, Bill Murray, Robin Williams y Steve Martin.  El concepto de la primera película estuvo inicialmente a cargo de Steven Spielberg.